# Moncheaux-lès-Frévent
Moncheaux-lès-Frévent è un comune francese di 145 abitanti situato nel dipartimento del Passo di Calais nella regione dell'Alta Francia.

## Società

### Evoluzione demografica
Abitanti censiti